# Mõisaküla (Muhu)
Mõisaküla is een plaats in de gemeente Muhu, provincie Saaremaa in Estland. De plaats heeft de status van dorp (Estisch: küla).

## Bevolking
Het dorp had 9 inwoners op 31 december 2011 en 19 inwoners op 31 december 2021.

## Ligging
Mõisaküla ligt aan de noordwestkust van het eiland Muhu. De kaap Tammiski nukk, de noordwestpunt van het eiland, ligt op het grondgebied van het dorp. In de buurt van de kaap ligt de zwerfsteen Tammiski mustkivi (‘zwarte steen van Tammiski’). De steen is 3,3 meter hoog en heeft een omtrek van 15,4 meter.

## Geschiedenis
Mõisaküla werd voor het eerst genoemd in het midden van de 19e eeuw als dorp op het landgoed van Tamse, een kroondomein. Tussen 1977 en 1997 maakte het dorp deel uit van het buurdorp Pallasmaa.

## Foto's

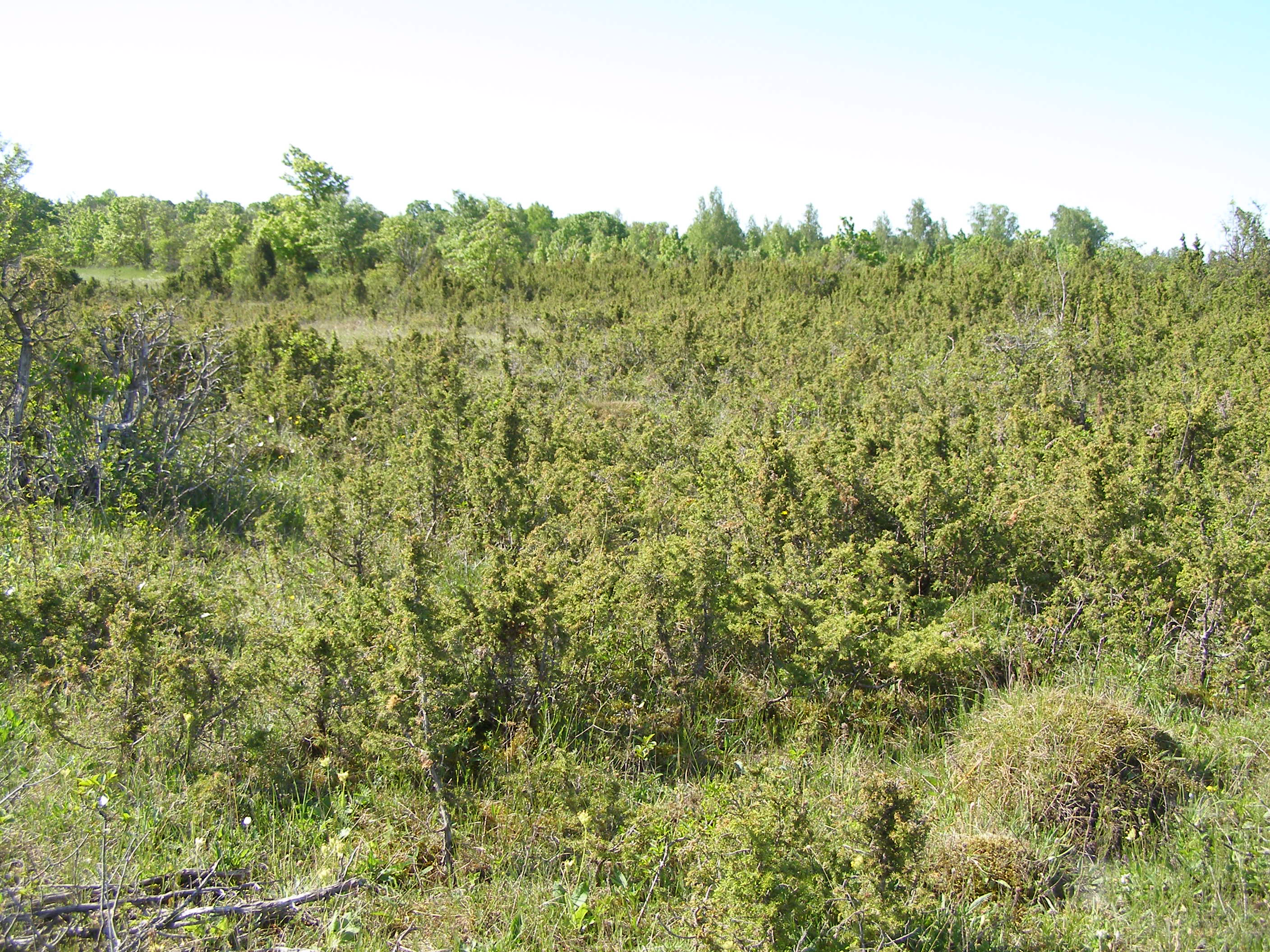
Karstgebied bij Mõisaküla
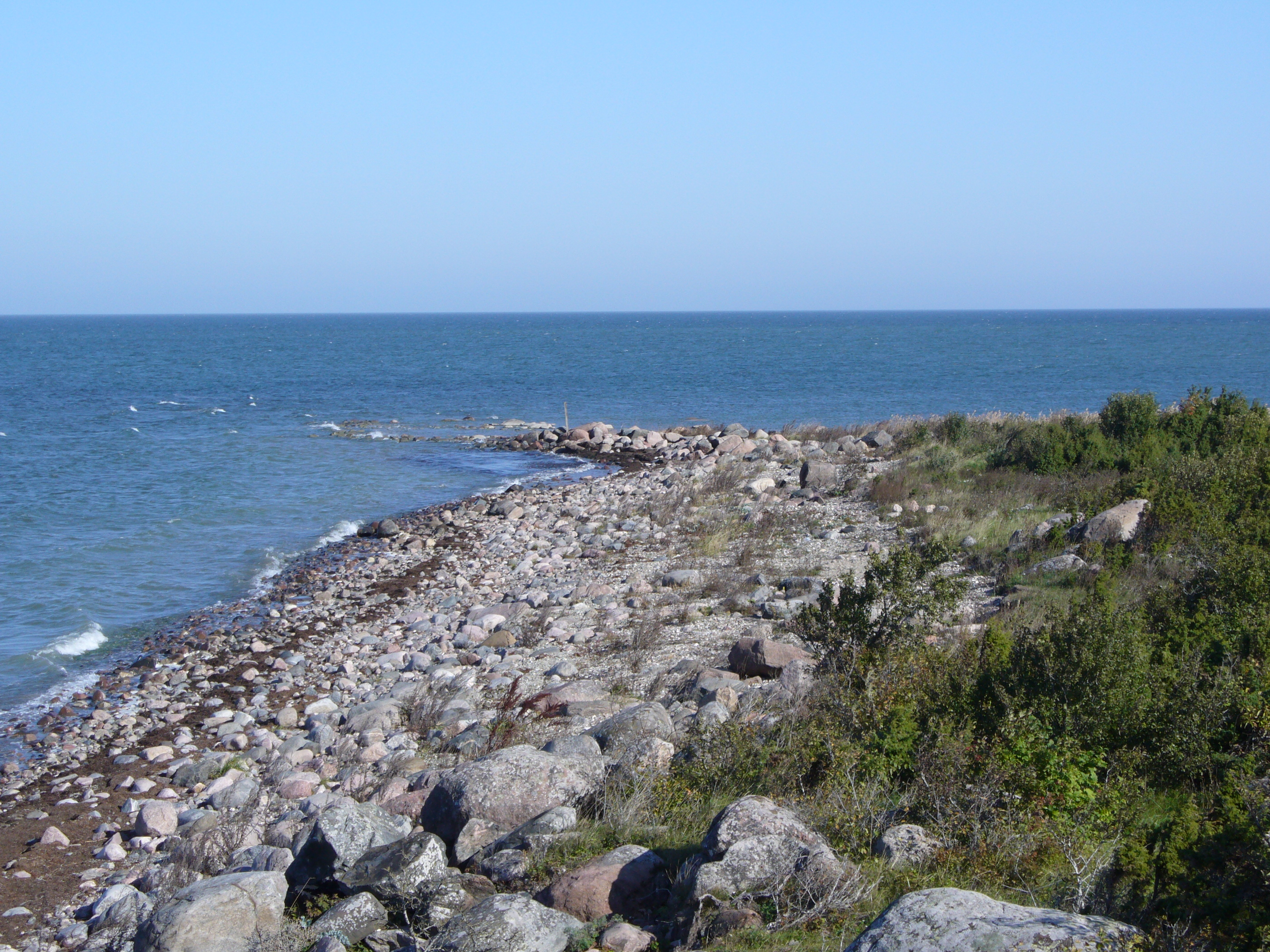
De kaap Tammiski nukk
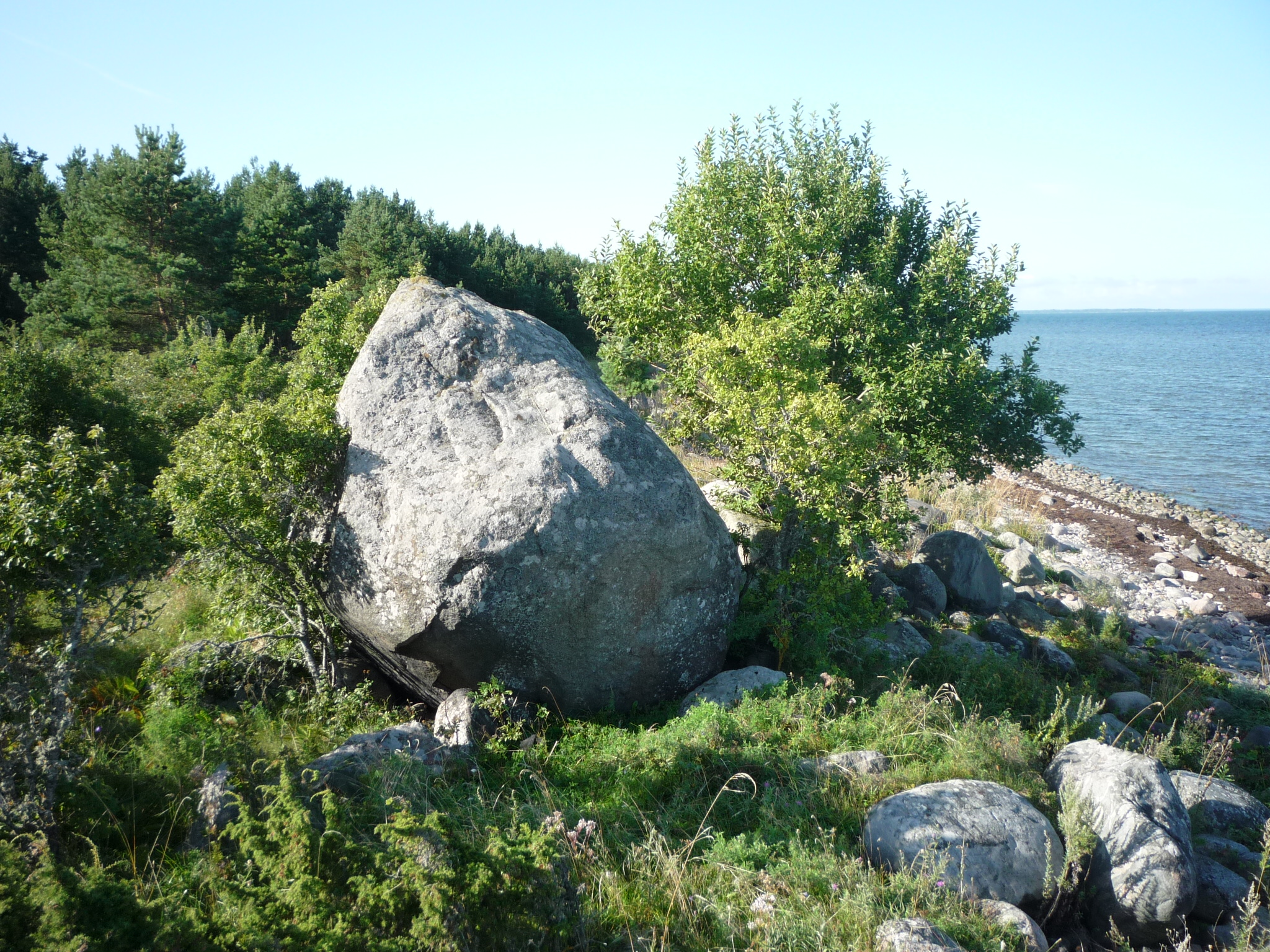
Tammiski mustkivi